# Нова школа (університет)
Нова школа (англ. The New School) — американський приватний університет у Нью-Йорку, головний корпус якого знаходиться у Гринвіч-Віллидж, Нижній Мангеттен.
Заснований у 1919 році групою прогресивної інтелігенції й університетських професорів, серед яких були Торстейн Веблен і Джон Дьюї. До 1997 року називався англ. "The New School for Social Research" («Нова школа соціальних досліджень»). В даний час більше 10 000 студентів вивчають у ньому, зокрема, соціальні науки, філософію, психологію, архітектуру, графіку, музику та сучасний джаз. Університет публікує свої власні наукові журнали, в тому числі «Сузір'я» (англ. "Constellations") і «Соціальне дослідження» (англ. "Social Research").

## Історія

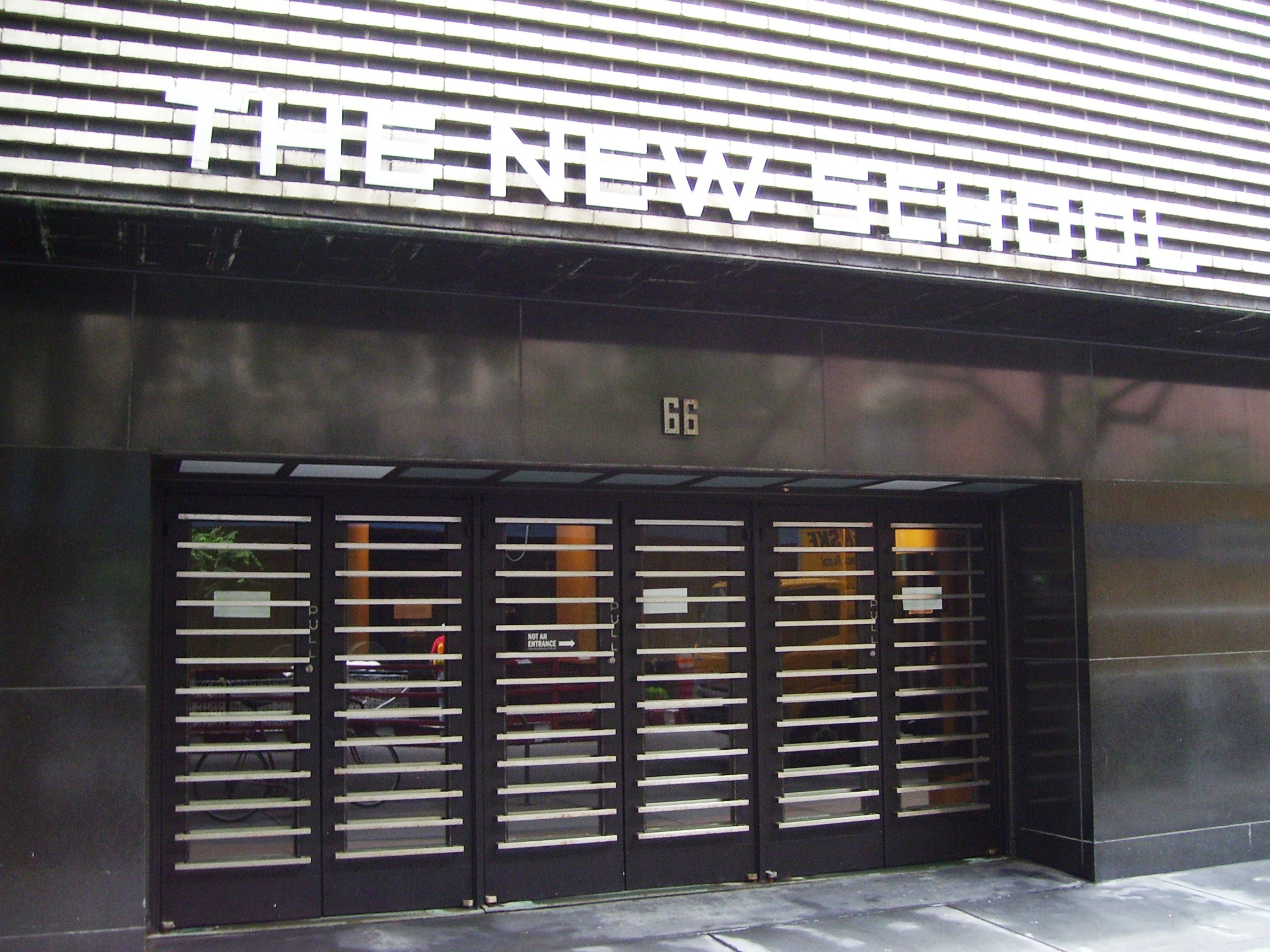
Вхід до Нової школи

США після Першої Світової війни були не найкращим місцем для вільнодумства та демократії. Нове та незвичайне, критика суспільного устрою, сучасні мистецтва відкидалися або заборонялися, навіть в університетах. У відповідь на це невелика група вчених, до якої входили економіст і літературознавець Елвін Джонсон (англ. Alvin Johnson), історики Чарльз Бірд і Джеймс Гарві Робінсон (англ. James Harvey Robinson), філософи Горацій М. Каллен (англ. Horace Meyer Kallen), Джон Дьюї й економіст Торстейн Веблен, натхненних мрією про такий заклад, де інтелектуали могли б вільно висувати й обговорювати свої ідеї без усілякої цензури, де був би можливим діалог між ними та публікою, випустили в 1919 році брошуру з текстом своїх лекцій, а також відкрили Нову Школу «для всіх розумних чоловіків і жінок».
Маніфест про утворення Нової школи соціальних досліджень:
|  | Настав час для експерименту, і Нью-Йорк буде для нього місцем, адже він є найвеличнішою лабораторією соціальної науки в світі та приваблює вчених і лідерів у сфері освіти. Оригінальний текст (англ.) [ This is the hour for the experiment; and New York is the place, because it is the greatest social science laboratory in the world and of its own force attracts scholars and leaders in educational work.] Помилка: [undefined] Помилка: {{Lang}}: немає тексту (допомога): текст вже має курсивний шрифт (допомога) |

У першому півріччі в ній викладалося близько 100 курсів, в основному в галузі економіки та політології. Школа, в якій, окрім розгляду актуальних соціальних, політичних та економічних проблем сучасності, готували спеціалістів для галузей освіти, журналістики, державного управління й організації праці, швидко досягнула успіху, й у 1920-х роках залучила до когорти своїх викладачів Льюїса Мамфорда (англ. Lewis Mumford), Гарольда Ласкі (англ. Harold Joseph Laski), Франца Боаса, Джона Мейнарда Кейнса, Бертрана Рассела, Джона Вотсона та Фелікса Франкфуртера (англ. Felix Frankfurter).

### Університет у вигнанні
В 1933 році за ініціативою президента Нової школи Елвіна Джонсона був заснований Університет у вигнанні (англ. University in Exile), тепер відомий як «Нова школа соціальних досліджень» (англ. New School for Social Research). Завданням цього університету стало спасіння та працевлаштування вчених і людей мистецтва, котрі зазнали переслідувань в Європі за національними або політичними мотивами. Близько 180 вчених знайшли тут для себе нове місце роботи. Завідувачем кафедри психології став Макс Вертгеймер, серед інших учених — музикант і композитор Карл Брандт (англ. Carl Edwin Brandt), філософи Ганна Арендт, Лео Штраус (нім. Leo Strauss), Карл Льовіт (нім. Karl Löwith), Курт Ріцлер (нім. Kurt Riezler), Еріх Фромм, Арон Гурвич (англ. Aron Gurwitsch).
У 1940-х Нова школа також надала прихисток французькому університету у вигнанні, фр. "École libre des hautes études", де викладали французькою, серед інших, Жак Марітен, Клод Леві-Строс і Роман Якобсон.

### Подальша діяльність

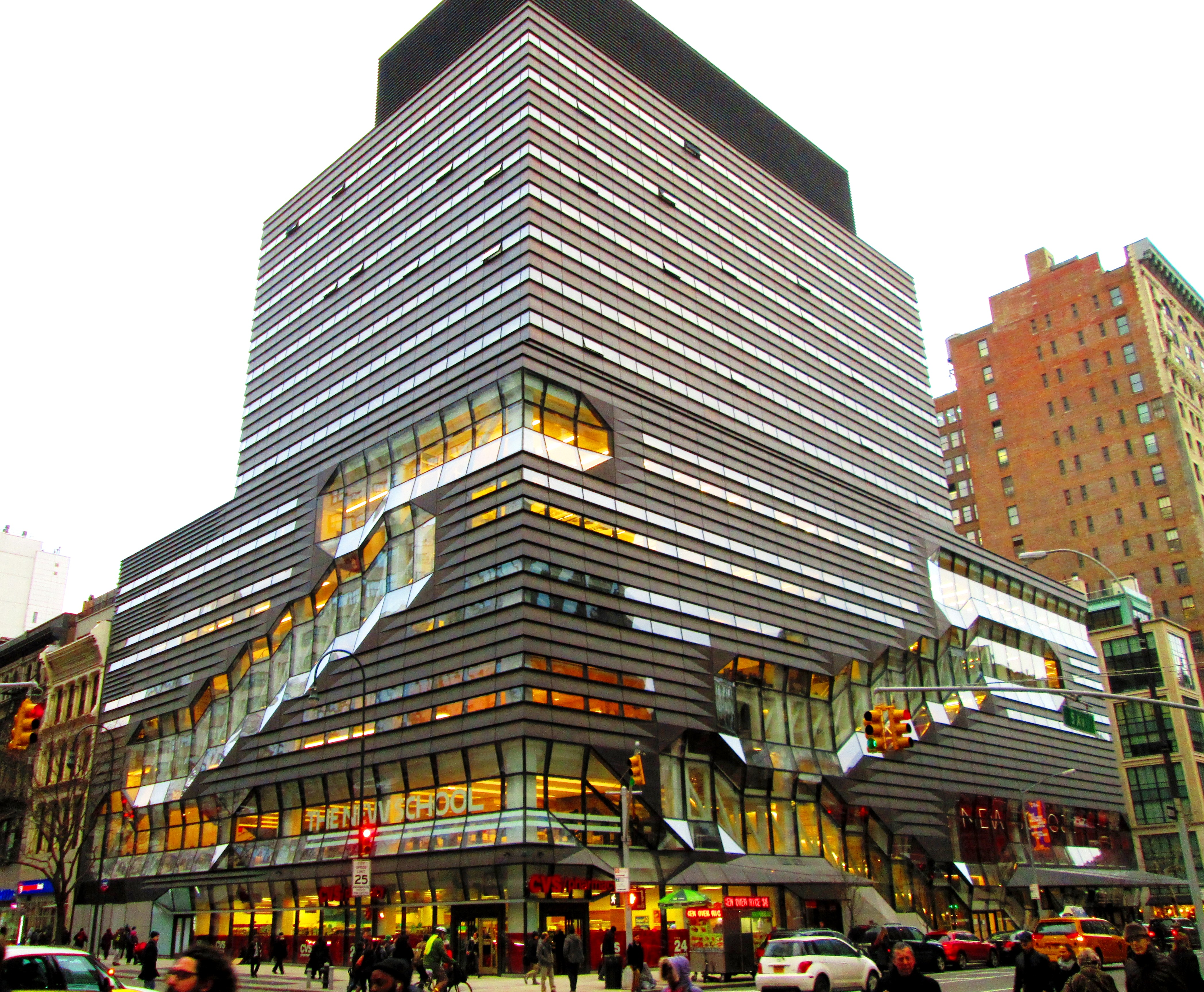
Будівля університетського центру Нової школи

У 1970-1980-х роках Нова школа прийняла до своїх лав численних дисидентів із Центральної та Східної Європи, підтримуючи інтелектуальну демократичну опозицію в регіоні. З 1990-х років її викладачі проводять щорічні міжнародні літні школи «Демократія і різноманітність» у Пшегожалах в районі Кракова, Польща, і в Кейптауні в ПАР.
У 1997—2005 роках навчальний заклад називався англ. "New School University" («Університет Нова школа»).
У червні 2005 року університет офіційно перейменовано на англ. «The New School» («Нова школа»).

## Навчальні підрозділи

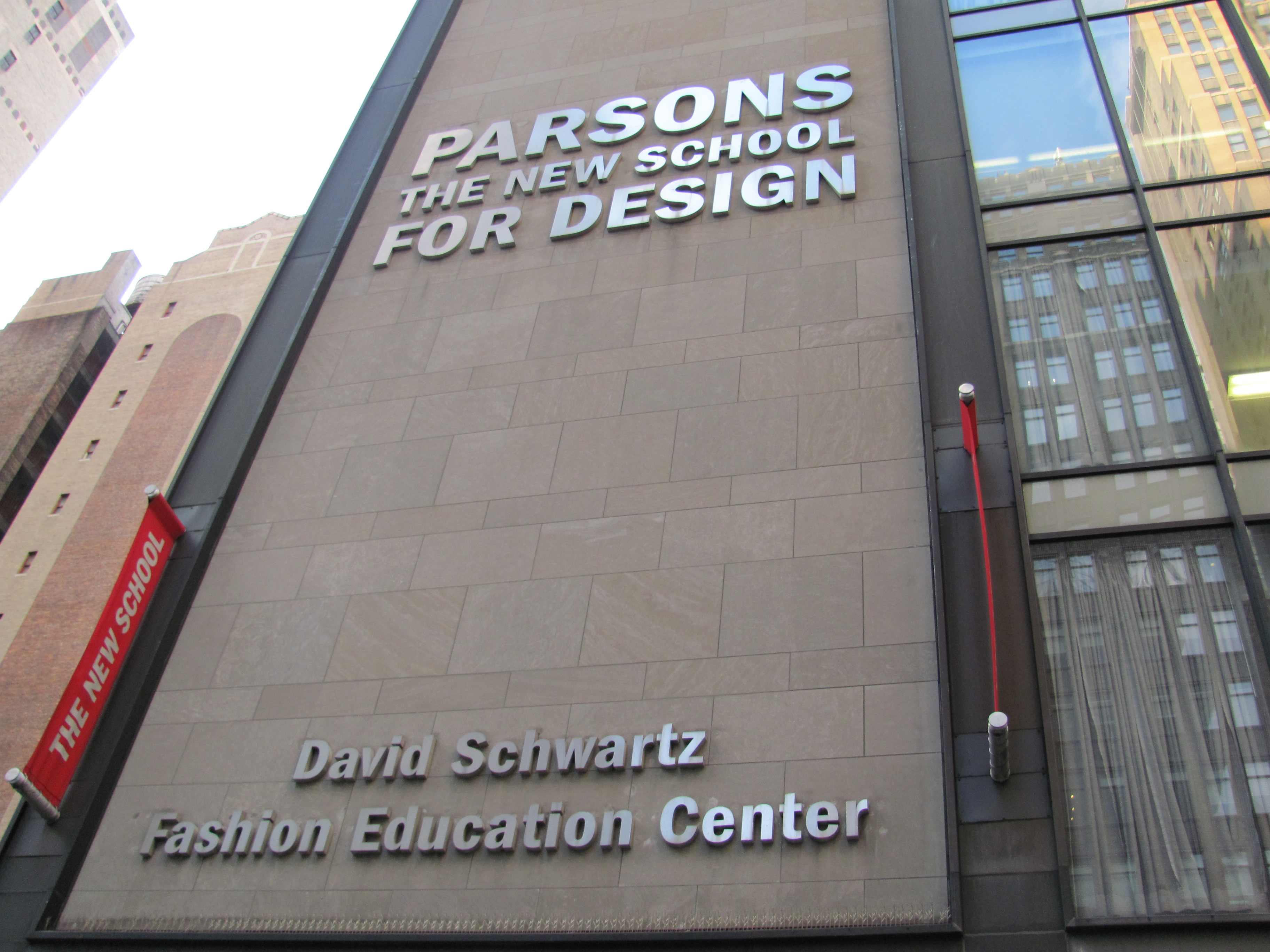
Будівля Нової школи дизайну Парсонс

- англ. The New School for Public Engagement («Нова школа залучення громадськості» 2011) — бакалаврські/магістерські програми з вільних мистецтв і деяких інших галузей науки; до даного підрозділу після реструктуризації 2011 року було включено англ. Milano The New School for Management and Urban Policy («Міланська Нова школа менеджменту та міської політики» 1964—2011) та англ. The New School for General Studies («Нова школа загальних досліджень» 1919—2011)
- англ. The New School for Social Research («Нова школа соціальних досліджень» 1937) — шість магістерських/докторських програм із соціальних наук і філософії, а також дві міждисциплінарні магістерські програми
- англ. Parsons The New School for Design («Нова школа дизайну Парсонс» 1896) — різноманітні програми підготовки дизайнерів і художників
- англ. Eugene Lang College The New School for Liberal Arts («Нова школа вільних мистецтв Євгенія Ланга» 1978) — базові програми з ряду дисциплін — мистецтва, педагогіки, історії, літератури, культурології, філософії, психології, релігієзнавства, науки, технології, суспільствознавства; дослідження міського середовища, літературна творчість
- англ. Mannes College The New School for Music («Маннес-коледж — Нова школа музики», 1916) — консерваторія; вивчення класичної музики
- англ. The New School for Jazz and Contemporary Music («Нова школа джазу та сучасної музики» 1986) — джаз і сучасна музика
- англ. The New School for Drama («Нова школа драми» 2005) — акторська майстерність, режисура, драматургія

## Інтелектуальне середовище
Нова школа продовжує традицію синтезу лівої американської інтелектуальної думки і критичної європейської філософії. Нова школа соціальних досліджень, зокрема, її кафедра філософії, знаходиться в меншості в США, пропонуючи студентам ретельну підготовку з сучасної континентальної європейської філософської традиції, відомої як «Континентальна філософія». Таким чином, у ній наголошується на вивченні Парменіда, Арістотеля, Лейбніца, Спінози, Юма, Канта, Гегеля, К'єркегора, Маркса, Ніцше, Гуссерля, Гайдеггера, Арендт, Фройда, Беньяміна, Вітґенштайна, Фуко, Дерріди, Делеза й інших. Вчення критичної теорії Франкфуртської школи: Макса Горкгаймера, Вальтера Беньяміна, Теодора Адорно, Герберта Маркузе, Юрґена Габермаса та ін. має особливо сильний вплив на всі підрозділи школи.

### Найвідоміші випускники Нової школи
- актори та кіноактори Беатрис Артур, Бредлі Купер, Тоні Кертіс, Пол Дано, Джессі Айзенберг, Пітер Фальк, Бен Газзара, Джона Гілл, Волтер Меттау, Олівія Палермо, Род Стайгер, Шеллі Вінтерс;
- геймдизайнер Вільям Райт;
- дизайнер Том Форд;
- драматург Теннессі Вільямс;
- кінорежисери та продюсери Джоел Шумахер, Кевін Сміт;
- музиканти Білл Еванс, Матісьяху, Роб Зомбі;
- науковці — антрополог Рут Бенедикт, соціолог Пітер Бергер, економіст Франко Модільяні;
- письменники Мадлен Л'Енґл, Маріо П'юзо, Вільям Стайрон, Джек Керуак;
- політик Шимон Перес;
- співачка Квітка Цісик;
- суспільна діячка Елеонора Рузвельт, дружина президента США Франкліна Делано Рузвельта;
- художники Едвард Гоппер, Норман Роквелл, Роман Туровський, Ай Вейвей.

### Найвідоміші викладачі Нової школи
- антропологи Франц Боас, Клод Леві-Строс, Маргарет Мід;
- архітектор Френк Ллойд Райт;
- економісти Джон Мейнард Кейнс, Торстейн Бунде Веблен;
- історик Ерик Гобсбаум;
- кіноактори Вуді Аллен, Джейсон Бейтман;
- композитори Джон Кейдж, Богуслав Мартіну, Джордже Енеску;
- лінгвіст Роман Якобсон;
- письменники і поети Вістен Г'ю Оден, Андре Бретон, Вільям Френк Баклі-молодший, Роберт Фрост, Крістофер Гітченс, Френк О'Гара;
- психологи Еріх Фромм, Карен Хорні, Вільгельм Райх, Макс Вертгеймер;
- танцівниця Марта Ґрем;
- теолог і богослов Карл Паул Рейнольд Нібур;
- філософи та соціологи Ганна Арендт, Джудіт Батлер, Жак Дерріда, Джон Дьюї, Юрґен Габермас, Юлія Кристева, Ернесто Лаклау, Бертран Расселл, Альфред Шюц, Славой Жижек;
- художник Піт Мондріан.